# تسوکوباشو
تسوکوباشو (به ژاپنی: 菟玖波集 Tsukubashū)، گلچین تسوکوبا، گردآوری شده در حدود ۱۳۵۶، اولین گلچین امپراتوری رنگا بود. این مجموعه توسط نیجو یوشیموتو گردآوری شد. ارباب استانی ساساکی تاکائوجی نقش فعالی را در گردآوری ایفا کرد. نقشی در تولید آن با ۸۱ شعر او که در نسخه نهایی ظاهر شده است.